# Анна Машева
Анна Петкова Машева е българска художничка, скулпторка и учителка.

## Биография
Родена е през 1892 г. в Пазарджик. Дъщеря е на революционера и учител Петко Машев, а брат ѝ е художникът Георги Машев. Работи като учителка по рисуване в Пазарджишката прогимназия, където преподава на Величко Минеков. Член е на читалище „Виделина“. Загива по време на бомбардировките на София на 10 януари 1944 г.